# Jae Head
Jae Head (* 27. Dezember 1996 in Hamlin, Texas) ist ein US-amerikanischer Schauspieler, der vor allem durch die Rolle des S.J. Tuohy aus dem Film Blind Side – Die große Chance Bekanntheit erlangte.

## Leben und Karriere
Jae Head stammt aus Texas und ist seit 2005 als Schauspieler aktiv, nachdem er als Leroy in einer Gastrolle in der Serie How I Met Your Mother zu sehen war. Es folgte ein Auftritt bei MADtv, ehe er im Jahr 2007 als Bo Miller in einer Nebenrolle in der Serie Friday Night Lights zu sehen war.
Sein Durchbruch gelang ihm im Jahr 2008, als ihn Regisseur Peter Berg für seinen Actionfilm Hancock als Aaron Embrey, an der Seite von Will Smith, Charlize Theron und Jason Bateman, besetzte. 2009 folgte in der Rolle des S.J. Tuohy aus dem Film Blind Side – Die große Chance der nächste Erfolg. Für seine Darstellung wurde Head für den Besten Jungdarsteller bei den Critics’ Choice Movie Awards 2009 nominiert. Weitere Filmauftritte verbuchte Head seitdem mit Strings und The Bachelors.

## Gesundheitliche Probleme
Head wurde ohne Aorta geboren, weshalb einige seiner Blutgefäße als Ersatz zur Aorta verwendet werden mussten. Im Alter von zwei Monaten hatte er diesbezüglich seine erste Operation am offenen Herzen, mit 14 Monaten folgte die zweite. Während eines insgesamt drei Jahre dauernden Prozesses wurde seine Vena pulmonalis in eine funktionstüchtige Aorta umgewandelt.

## Filmografie (Auswahl)
- 2005: How I Met Your Mother (Fernsehserie, Episode 1x02)
- 2006: MADtv (Fernsehserie, Episode 11x18)
- 2006: The Angriest Man in Suburbia (Fernsehfilm)
- 2007: Friday Night Lights (Fernsehserie, 5 Episoden)
- 2008: Hancock
- 2008: Law & Order: Special Victims Unit (Law & Order: New York, Fernsehserie, Episode 10x01)
- 2009: Blind Side – Die große Chance (The Blind Side)
- 2013: Robosapien: Rebooted (Stimme)
- 2015: Strings
- 2017: The Bachelors
- 2019: Hell Girl
- 2019: Yellowstone (Fernsehserie, Episode 2x04)